# Nonpareille

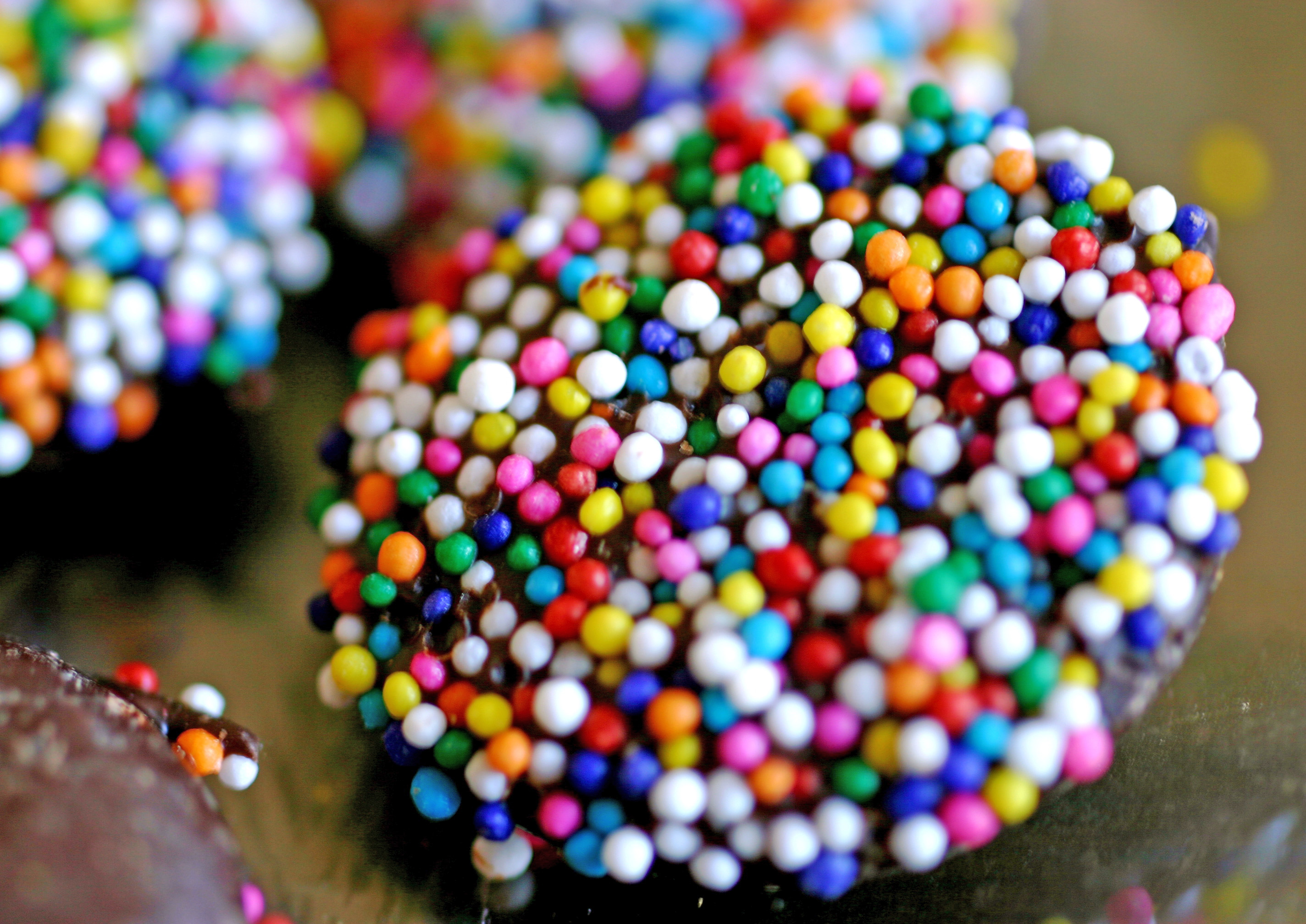
Des nonpareilles.

Les nonpareilles, ou nonpareils, sont de minuscules perles de sucre traditionnellement blanches ou colorées, qui sont disposées sur les gâteaux, desserts et glaces à des fins décoratives.
On trouve des perles argentées, de diverses couleurs et quelquefois parfumées à la violette ou à la rose.

## Histoire

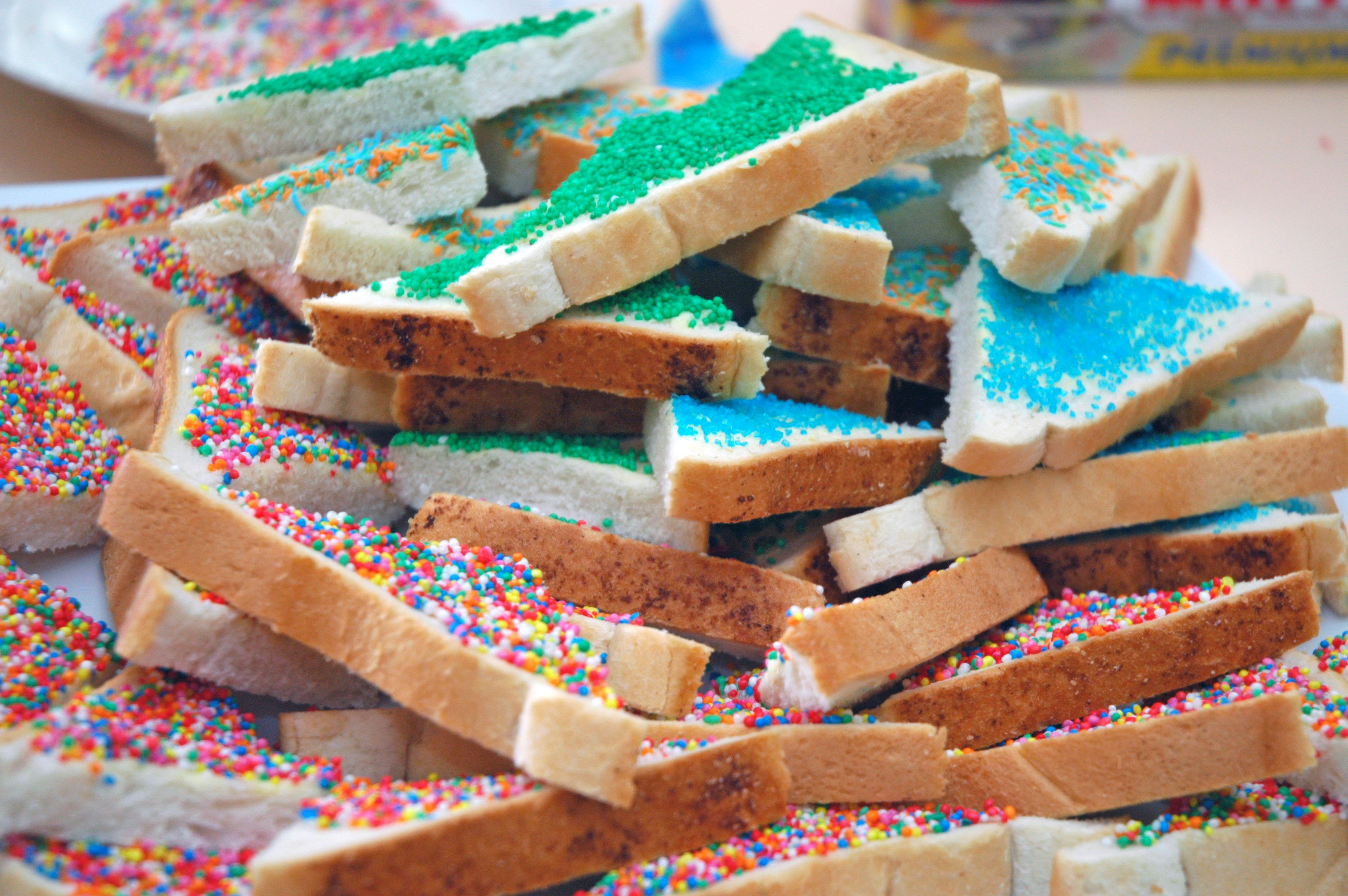
Fairy bread avec des nonpareilles.

La recette américaine du XVIIIe siècle d'un gâteau de mariage mentionne l'emploi de nonpareilles comme décoration.
Au début du XIXe siècle, les nonpareilles colorées auraient été disponibles aux États-Unis. Dans son ouvrage paru en 1828, Seventy-five Receipts for Pastries, Cakes and Sweetmeats, Eliza Leslie suggère l'usage de nonpareilles rouges et vertes pour décorer un cupcake ou queen cake, ou des nonpareilles blanches à placer sur un quatre-quarts (pound cake).
En 1844, Eleanor Parkinson, issue d'une famille réputée de confiseurs de Philadelphie, publie son ouvrage The Complete Confectioner, dans lequel elle décrit la confection de nonpareilles.
Aux États-Unis, les nonpareilles ont donné lieu à des variantes au XXe siècle, comme aux vermicelles sucrés, à la fonction plus décorative que gustative. Des spécialités néerlandaises s'en approchant sont connues sous le nom de hagelslag et de muisjes (en).
En Australie et en Nouvelle-Zélande, les nonpareilles ornent souvent le sommet de cupcakes ou de pains comme le fairy bread, souvent confectionnés lors de fêtes d'anniversaire.